# Sebastian Telfair
Sebastian Telfair (Brooklyn, 9 giugno 1985) è un ex cestista statunitense.
È cugino di Stephon Marbury.

## Carriera
Viene scelto nel Draft NBA 2004 come 13ª scelta dai Portland Trail Blazers.
Decide di indossare la maglia numero 31 in ricordo del luogo di origine, cioè la 31ª strada di Coney Island (New York). Di Coney Island è anche il suo celebre cugino, Stephon Marbury. Nella sua prima stagione non riesce a farsi vedere mentre nell'anno successivo conquista il posto da titolare fin quando non si infortuna al pollice. Rimane fuori 12 partite, ma quando ritorna il suo posto è stato preso stabilmente da Steve Blake.
Nella stagione 2006-07 viene ceduto ai Boston Celtics insieme al centro Theo Ratliff e la 2ª scelta del Draft NBA 2008 in cambio della guardia Dan Dickau, del centro/ala grande Raef LaFrentz e della 7ª scelta del Draft NBA 2006.
Con i Celtics cambia numero di maglia prendendo il numero 30 perché il 31 è un numero ritirato dalla franchigia di Boston. Non disputa una buona stagione e l'anno successivo viene ceduto ai Minnesota Timberwolves insieme a Al Jefferson, Gerald Green, Ryan Gomes, Theo Ratliff e due prime scelte in cambio di Kevin Garnett.
Nella stagione 2007-08 con i Timberwolves cambia ancora numero di maglia prendendo il 3, perché il 31 appartiene già a Ricky Davis. Gioca finalmente a un livello buono, giocando 75 partite di cui 43 da titolare. L'anno successivo firma un contratto per altre tre stagioni.
Il 20 luglio 2008 viene ceduto ai Los Angeles Clippers insieme a Craig Smith e Mark Madsen in cambio di Quentin Richardson.
Il 17 febbraio 2010 viene ceduto ai Cleveland Cavaliers in uno scambio a 3 squadre.
Il 27 luglio 2010 torna nuovamente ai Minnesota Timberwolves in seguito ad uno scambio con i Cleveland Cavaliers che comprende anche Delonte West (poi tagliato dai Wolves) in cambio di Ramon Sessions, Ryan Hollins e una futura scelta al secondo giro.
Nel dicembre 2011 firma un contratto biennale per i Phoenix Suns.
Nel febbraio 2013 nel giorno della trade deadline viene mandato ai Toronto Raptors in cambio di Hamed Haddadi e una seconda scelta assoluta al Draft NBA del 2014.

## Statistiche

### NBA

#### Regular Season
| Anno      | Squadra             | PG  | PT  | MP   | TC%  | 3P%  | TL%  | RP  | AP  | PRP | SP  | PP  |
| --------- | ------------------- | --- | --- | ---- | ---- | ---- | ---- | --- | --- | --- | --- | --- |
| 2004-2005 | Portland T. Blazers | 68  | 26  | 19,6 | 39,3 | 24,6 | 78,9 | 1,5 | 3,3 | 0,5 | 0,1 | 6,8 |
| 2005-2006 | Portland T. Blazers | 68  | 30  | 24,1 | 39,4 | 35,2 | 74,3 | 1,8 | 3,6 | 1,0 | 0,1 | 9,5 |
| 2006-2007 | Boston Celtics      | 78  | 30  | 20,2 | 37,1 | 28,9 | 81,8 | 1,4 | 2,8 | 0,6 | 0,1 | 6,1 |
| 2007-2008 | Minnesota T'wolves  | 60  | 51  | 32,2 | 40,1 | 28,1 | 74,3 | 2,3 | 5,9 | 1,0 | 0,2 | 9,3 |
| 2008-2009 | Minnesota T'wolves  | 75  | 43  | 27,9 | 38,3 | 34,6 | 81,9 | 1,7 | 4,6 | 1,0 | 0,2 | 9,8 |
| 2009-2010 | L.A. Clippers       | 39  | 1   | 14,9 | 40,4 | 23,4 | 77,4 | 1,1 | 2,9 | 0,6 | 0,1 | 4,3 |
| 2009-2010 | Cleveland Cavaliers | 4   | 0   | 19,3 | 45,7 | 22,2 | 83,3 | 1,0 | 3,0 | 0,5 | 0,0 | 9,8 |
| 2010-2011 | Minnesota T'wolves  | 37  | 8   | 19,2 | 40,2 | 35,9 | 73,3 | 1,5 | 3,0 | 0,7 | 0,1 | 7,2 |
| 2011-2012 | Phoenix Suns        | 60  | 1   | 14,9 | 41,2 | 31,4 | 79,1 | 1,5 | 2,3 | 0,7 | 0,2 | 6,1 |
| 2012-2013 | Phoenix Suns        | 46  | 2   | 17,3 | 38,1 | 38,1 | 77,2 | 1,5 | 2,5 | 0,6 | 0,2 | 6,0 |
| 2012-2013 | Toronto Raptors     | 13  | 0   | 14,2 | 29,0 | 27,0 | 83,3 | 1,2 | 3,0 | 0,7 | 0,1 | 4,3 |
| 2014-2015 | Oklahoma Thunder    | 16  | 1   | 20,4 | 36,8 | 30,0 | 70,6 | 1,9 | 2,8 | 0,6 | 0,0 | 8,4 |
| Carriera  | Carriera            | 564 | 193 | 21,5 | 39,0 | 31,9 | 77,7 | 1,6 | 3,5 | 0,7 | 0,1 | 7,4 |

## Palmarès
- McDonald's All-American Game (2004)